# 메르차스 도스키
메르차스 가지 살리 도스키(아랍어: ميرخاس غازي صالح دوسكي, 독일어: Merchas Ghazi Salih Doski, 1999년 12월 7일 ~)는 독일에서 태어난 이라크의 축구 선수이며 포지션은 왼쪽 풀백이다. 현재 빅토리아 플젠 소속이다.